# François-Robert Marcel
Scènes principales
Académie royale de danse
François-Robert Marcel est un danseur et pédagogue français né à Paris le 21 septembre 1683 et mort en 1759.
Il débute à l'Académie royale de musique de Paris en 1703 lors d'une reprise de Cadmus et Hermione de Lully.
Il est élu à l'Académie royale de danse en 1719 et en restera membre jusqu'à sa mort. Partenaire de Michel Blondy et interprète de Louis Pécour, il se retire de la scène en 1724 pour enseigner le menuet, l'une de ses spécialités renommées. Jean-Georges Noverre fut l'un de ses élèves.